# Операция (фильм)
«Опера́ция» (англ. No Code Of Conduct) — американский кинофильм 1998 года, снятый в жанре полицейского боевика.

## Сюжет
Полицейские Джейк Питерсон и Пол Делюка во время ночной слежки случайно сталкиваются с бандой наркодельцов в Финиксе, и им улыбается удача: они перехватывают фургон с крупной партией героина из Мексики. Но у них сразу начинаются проблемы. Происходит утечка информации, полицейские начинают подозревать своих же коллег в коррупции и предательстве. Жену Питерсона — Ребекку — похищают с требованием вернуть героин обратно поставщикам.

## В главных ролях
- Марк Дакаскос — детектив Пол Делюка
- Чарли Шин — детектив Джейк Питерсон
- Мартин Шин — Билл Питерсон, шеф полицейского департамента и отец Джейка
- Пол Глисон — Джон Багвелл, руководитель местного Управления по борьбе с наркотиками
- Рон Масак — Джулиан Дисанто, крупный предприниматель